# Ferdinando Vicentini Orgnani
Pour les articles homonymes, voir Vicentini.
Ferdinando Vicentini Orgnani né le 23 septembre 1963 à Milan) est un réalisateur producteur et scénariste italien.

## Biographie
Ferdinando Vicentini Orgnani est né à Milan en 1963. Il a dirigé des longs métrages comme Mare largo (1998), avec Claudio Amendola et Isabella Ferrari, ainsi que Ilaria Alpi - Il più crudele dei giorni (2002), en collaboration avec Marcello Fois, avec Giovanna Mezzogiorno, ce film retrace les derniers jours de la vie de la journaliste Ilaria Alpi et du cameraman Miran Hrovatin assassinés en Somalie.
Dernièrement il a réalisé Zulu Meets Jazz, un autre documentaire en collaboration avec le jazzman italien Paolo Fresu

## Filmographie partielle

### Réalisation
- 1994 : Apocrifi sul caso Crowley- (moyen métrage)
- 1998 : Mare largo[2]
- 2002 : Ilaria Alpi - Il più crudele dei giorni
- 2006 : Sessantotto - L'utopia della realtà (documentaire)[3]
- 2008 : Zulu Meets Jazz - (documentaire)[2]
- 2013 : Le Crime du sommelier (Vinodentro)[3],[4]
- 2014 : Un minuto de silencio - (documentaire)[5]

### Scénographie
- 1994 : Apocrifi sul caso Crowley - documentaire
- 1998 : Mare largo
- 2002 : Ilaria Alpi - Il più crudele dei giorni (2002)[3]
- 2004 : Certi bambini, réalisation de Andrea et Antonio Frazzi
- 2006 : Sessantotto - L'utopia della realtà - documentaire[3]
- 2008 : Zulu Meets Jazz  - documentaire

### Production
- 2005 : Viva Zapatero!, réalisation de Sabina Guzzanti - (documentaire)
- 2008 : 
  - Altromondo, réalisation de Fabio Massimo Lozzi
  - Zulu Meets Jazz - documentaire
  - La velocità della luce, réalisation de Andrea Papini
- 2010 : Draquila - L'Italia che trema, réalisation de Sabina Guzzanti - documentaire[2]